# Батболдын Тугж
Батболдын Тугж (монг. Батболдын Түгж; 1892, аймак Дзасагту-ханов, Внешняя Монголия — 1933, Улан-Батор, МНР) — монгольский арат, один из лидеров антикоммунистического Хубсугульского восстания 1932 года против режима МНРП. Жанжин (командир) крупного повстанческого отряда, активный участник боёв с правительственными войсками МНР. После поражения восстания взят в плен, приговорён к смертной казни и расстрелян.

## Происхождение и взгляды
Родился в аратской семье из аймака Дзасагту-ханов Халхи, Внешняя Монголия (ныне сомон Цэцэрлэг аймака Хувсгел). Его родное селение располагалось у истока реки Тесийн-Гол, районе разведения быстрых лошадей. В молодости Батболдын Тгуж работал домашним слугой, затем пастухом. Охотился на оленей, отличался меткостью стрельбы. Был неграмотен, по характеру резок, прямолинеен, иногда жёстко агрессивен, но также остроумен и коммуникабелен. Обладал репутацией справедливого человека, пользовался авторитетом среди аратов.
Батболдын Тугж, если судить по его последующим выступлениям, был убеждённым монгольским националистом, глубоко верующим буддистом, приверженцем традиционного монгольского уклада. Он не принял Монгольскую революцию 1921, к правящей компартии МНРП относился с непримиримой враждебностью. Государство МНР считал порождением «красного Коминтерна», враждебного религии и национальной культуре. Не признавал власти коммунистических функционеров, возмущался репрессиями, закрытием монастырей, антирелигиозной государственной пропагандой, политикой коллективизации.

## Жанжин восстания
В апреле 1932 Батболдын Тугж примкнул к Хубсугульскому восстанию. Быстро выдвинулся в командование, получил звание жанжин — повстанческий генерал. Некоторые источники определяют Тугжа как главного военно-политического лидера повстанцев. Это неточно: во главе движения стояли в основном теократы-ламы, феодалы-тайджи, буддийские монахи и бывшие чиновники МНР, перешедшие на сторону восстания (обычно хозяйственного, особенно кооперативного аппарата). Но массу рядовых повстанцев составляли араты, социально подобные Тугжу.
Председателем повстанческого правительства — «Министерства Очирбата» — являлся чойжин Самбугийн Буриад, лама высокой степени. Главнокомандующим повстанческой армией был Чимэдийн Самбуу, ранее гэскуй (настоятель) монастыря. Между ними временами возникали противоречия, в результате были созданы два оперативных штаба. При Буриаде военными делами ведал Дамдинсурэн — тайджи и бывший лама, потом бухгалтер колхоза и председатель кооператива. Заместителем Самбуу по оперчасти был Цэдэнгийн Жамц — бывший военнослужащий Монгольской народно-революционной армии (МНРА). «Бор-гэгэн» Тогоогийн Самдан, носитель традиционного авторитета, ранее был продавцом магазина. «Министрами Очирбата» были тайжи Дондогдорж, Дандар, Жамсран. Среди руководителей следующего уровня были монах Эрэндэндэв, военнослужащий Дугэржав, председатель колхоза Санджид, сомонский партийный секретарь Пурэвжав. С другой стороны, в ходе боёв выдвинулись в жанжины простые араты Баатарын Аюурзана, Данзаны Сумъяа, Шагдарын Жур, Батболдын Тугж. В оперативном плане Тугж состоял в подчинении Дамдинсурэна из штаба Буриада.
Своими целями Тугж называл свержение власти МНРП, изгнание из Монголии сил Коминтерна и «красной России», прекращение коллективизации, восстановление традиционных порядков, возвращение Панчен-ламы, создание национального и религиозного Монгольского государства. Восстание он понимал как эсхатологическую Шамбалинскую войну Жёлтых воинов во имя Жёлтой веры. Коммунистическую «народную власть» рассматривал как «красных демонов», разрушителей религии и иностранных агентов.
Его отряд численностью от пятисот до тысячи человек действовал в аймаках Завхан, Архангай и Хувсгел. Апрель-май прошли в ожесточённых столкновениях между повстанцами и частями МНРА. Отряд Тугжа под общим командованием Дамдинсурэна участвовал в боях, взятии нескольких монастырей и населённых пунктов, уничтожении сомонских администраций и колхозов. Оперативно взаимодействовал с отрядом Жамца. В июле Тугж участвовал в совещании хувсгельских жанжинов, по результатам которого было развёрнуто новое наступление, повстанцы закрепились в нескольких сомонах. Шли бои за города Хатгал, Мурэн, Цэцэрлэг. Захватить города повстанцам не удалось, но правительственные силы не смогли разгромить их отряды. При атаках превосходящих сил повстанцы отходили в лесные горные и монастырские укрытия, откуда через некоторое время вновь разворачивали наступление.
Тугж и его бойцы отличались большой жестокостью. Впоследствии Тугж признал, что лично убил около шестидесяти человек. В ряде случаев он совершал ритуальные казни с вырезанием сердец, прикрепляемых на знамя отряда. Власти, свою очередь, санкционировали различные способы физической ликвидации Тугжа (особо разрешалось казнить его не обязательно пулей, но и ручной гранатой). Правительственные силы практиковали жёсткие репрессии против населения повстанческих районов, произвольные аресты, бессудные расстрелы.
На подавление были стянуты значительные силы МНРА и  Службы внутренней охраны (ДХГ) с прямой советской поддержкой. Руководство приняла специальная контрповстанческая комиссия под руководством первого секретаря ЦК МНРП Жамбына Лхумбэ и заместителя начальника ДХГ Сэрээнэнгийна Гиваапила. Ещё в июне войска Гиваапила нанесли в Архангае серьёзные потери формированиям Дамдинсурэна, в том числе отряду Тугжа. Перелом обозначился в августе-сентябре. Отступая, Тугж громил администрации и колхозы, расправлялся с активистами МНРП, раздавал колхозное имущество сторонникам восстания. Против него был отправлен из Улан-Батора специальный отряд Чоймбола. 28 октября 1932 Батболдын Тугж попал в плен.
Хубсугульское восстание было подавлено, но политический курс МНРП несколько изменён: временно смягчилась антирелигиозная политика, приостановился ход коллективизация. Следующий этап ужесточения пришёлся на конец 1930-х.

## Процесс и казнь
Лидеры и активные участники восстания в количестве 39 человек предстали перед судом. 19 апреля 1933 открылся показательный процесс в Центральном театре Улан-Батора. Подсудимым были предоставлены адвокаты. Линия защиты основывалась на акцентировании социального происхождения — вина простых аратов характеризовалась как меньшая, нежели феодалов и теократов. Таким же образом защищали и Батболдына Тугжа: смягчить наказание как необразованному арату, находившемуся под влиянием Самдана и Буриада.
Сам Тугж говорил о будущей победе Жёлтого воинства над Красным врагом. Свои действия он объяснил преступлениями МНРП, «попранием религии, нации, традиции и культуры», социально-классовой дискриминацией, навязыванием монгольскому народу «идеологии красной России». При иной политике, по его словам, «в восстании не было бы необходимости». Уверенный в своей правоте и предстоящем перерождении в лучшей обители, он всё же обратился с просьбой смягчить приговор.
Суд приговорил восемнадцать подсудимых, в том числе восьмерых жанжинов, к смертной казни, пятнадцать человек получили различные сроки тюремного заключения, шестеро оправданы. Батболдын Тугж был расстрелян.
В современной Монголии отношение к Батболдыну Тугжу зависит от политической ориентации. Правые националисты считают его патриотом и мужественным борцом против антинационального тоталитарного режима, левые сторонники МНП напоминают о его избыточной жестокости.